# Mark Weightman
Mark Weightman est un dirigeant sportif du Québec. 
Francophone natif de Saint-André-d'Argenteuil, il détient un baccalauréat en commerce avec une spécialisation en marketing de l’Université Concordia et une maîtrise en administration des affaires de l’Université du Québec à Montréal. Il vit maintenant à Beaconsfield.

## Carrière
Weightman occupe le poste de président des Alouettes de Montréal à deux reprises, de 2013 à 2016 et de 28 mars 2023 à 26 mars 2025,,,.
Ancien vice-président du Groupe CH, la société de portefeuille des Canadiens de Montréal, Weightman a auparavant été président du Rocket de Laval, conseiller principal en marketing d'une équipe du Championnat de Suède de hockey sur glace et gouverneur de l'Alliance de Montréal. Avant de rejoindre les Alouettes, il est le président et chef de la direction des Lions de Trois-Rivières,.